# Cedric van der Gun
Cedric van der Gun (* 5. Mai 1979 in Den Haag) ist ein ehemaliger niederländischer Fußballspieler. Er wurde im Sturm meist als Mittelstürmer eingesetzt, konnte aber auch als Außenstürmer fungieren.

## Karriere

### Verein
Cedric van der Gun spielte in seiner Jugend für HVV Den Haag, ADO Den Haag und Ajax Amsterdam. Seine Profikarriere begann beim FC Den Bosch, wo er in der Saison 1999/00 auch sein Debüt in der Eredivisie gab. Beim FCDB war der damalige Jungspieler nur für ein Jahr, als Leihgeschäft. Bereits zur Spielzeit 1998/99 gehörte er zum Profikader von Ajax Amsterdam, kam dort aber nicht zum Einsatz. Diese holten ihn im Sommer 2000 wieder nach Amsterdam, wo er den Durchbruch schaffte. Mit neun Ligatreffern in einem Jahr war er so erfolgreich wie bei keinem anderen Verein danach. So gut dieses Jahr verlief, so schlecht war das folgende. Zwar wurde er mit Ajax niederländischer Meister, persönlich war diese Saison aber nicht befriedigend. Schließlich entschieden die Ajax-Verantwortlichen ihn zur Saison 2002/03 an Ligakonkurrent Willem II Tilburg zu verleihen. Dort kam er wieder auf mehr Einsätze und gehörte zu den Stammkräften. Im Folgejahr verließ er Ajax schließlich endgültig. ADO Den Haag nahm den Angreifer unter Vertrag und van der Gun zählte zwei Jahre zu den Leistungsträgern.
2005 wagte er den Schritt ins Ausland. Bis Juni 2006 stand der Außenstürmer bei Borussia Dortmund unter Vertrag. Bei der Borussia trug er die Trikotnummer 16. Sein erstes Spiel für Dortmund machte er bei den Amateuren gegen den FC Gütersloh 2000 im August 2005. Beim BVB sollte er auf den Flügeln mit David Odonkor, Salvatore Gambino und Delron Buckley spielen. Sein Debüt in der Fußball-Bundesliga gab van der Gun am 3. Spieltag, dem 28. August 2005, beim 1:1 gegen den MSV Duisburg. Der damalige Dortmunder-Trainer Bert van Marwijk wechselte ihn in der 62. Minute für Euzebiusz Smolarek ein. Am 11. September 2005, dem Folgespieltag, erlitt er in der Partie gegen den 1. FC Köln einen Kreuzbandriss und fiel monatelang aus. Diese Verletzung warf ihn weit zurück. Am letzten Spieltag gab van der Gun sein Comeback für den BVB. Sein auslaufender Vertrag wurde anschließend nicht verlängert.
Im Sommer  2006 wechselte er wieder in die Heimat, zum FC Utrecht. Wegen Verletzungen wurde er immer wieder zurückgeworfen. In der Saison 2008/09 konnte er wieder seine Qualitäten unter Beweis stellen, als er in 21 Spielen zehn Tore schoss.
Im Sommer 2009 wagte er noch einmal den Schritt ins Ausland. Diesmal unterschrieb er einen Zweijahresvertrag beim englischen Zweitligisten Swansea City aus Wales. Während er in der Saison 2009/10 noch zum großen Teil Stammspieler war, wurde er in der Saison 2010/11 nur noch als Einwechselspieler eingesetzt. Nach dem Aufstieg von Swansea City im Sommer 2011 in die Premier League wurde sein auslaufender Vertrag nicht verlängert.
Nach einem halben Jahr ohne Verein wurde er im Januar 2012 wieder von seinem Ex-Klub FC Utrecht verpflichtet. Er erhielt zunächst einen Vertrag bis zum Saisonende 2011/12, der jedoch anschließend verlängert wurde.

### Nationalmannschaft
Cedric van der Gun war niederländischer U21-Nationalspieler.

## Erfolge
- Niederländischer Meister: 2002
- Niederländischer Pokalsieger: 2002
- Aufstieg in die Premier League: 2011